# JACK IN THE BOX (イベント)
JACK IN THE BOX（ジャック・イン・ザ・ボックス）は、日本の音楽プロダクションであるマーヴェリック・ディー・シー・グループが主催するライヴイベント。

## 概要
2002年にマーヴェリック・ディー・シー・グループの前身となるデンジャークルー・レコードが創設20周年を迎え、これを祝うためにライヴイベント「天嘉」（読み：デンジャー）が開催された。翌年以降も年末の恒例イベントとして開催されるようになり、2006年まで「天嘉」というタイトルで開催されていた。そして2007年から、主催をデンジャークルー・レコードからマーヴェリック・ディー・シー・グループに移し、イベント名を「JACK IN THE BOX」に改め開催されるようになった。
ライヴタイトルの「JACK IN THE BOX」は、英語で「びっくり箱」を意味しており、上記プロダクションに属するバンド、L'Arc〜en〜Cielでリーダー兼ベーシストを務めるtetsuyaが命名している。なお、このイベント名はマーヴェリック・ディー・シー・グループの代表である大石征裕が"JACK"と言う愛称で呼ばれていることに加え、「何が飛び出すか分からない、びっくり箱のようなイベント」というコンセプトを掛け合わせたものになっている。
このイベントでは必ず複数のセッションコーナーが設けられている。2007年にはL'Arc〜en〜Cielのボーカルであるhydeと、GLAYのボーカルのTERU、ギタリストのTAKUROがシークレットゲストとして登場し、両バンドのヒット曲である「HONEY」と「誘惑」をセッションしている。翌2008年にはL'Arc〜en〜Cielのベーシストであるtetsuyaと、彼と公私ともに親交の深い西川貴教、そしてギタリストとしてLUNA SEAのINORAN、MIYAVIらを迎えたセッションが行われており、事務所の枠を越えた共演が繰り広げられている。
他には、2009年8月に期間限定再結成中であったcali≠gariや、活動再開した筋肉少女帯やDEAD ENDを迎え、イベント始まって以来初めて夏季にイベントが催されている。

## 来歴
- 2007年
  - 12月26日、日本武道館にて「JACK IN THE BOX 2007」開催。
  - 出演者は、acid android（with 藤井麻輝）、EARTHSHAKER、ギルガメッシュ、Ken（L'Arc～en～Ciel）、ムック、ROACH、シド、176BIZ、杉本善徳、Lion heads、MARVERICK DC SUPER ALL STARS
  - セッションのみの出演者は、JIMMY（44MAGNUM）、hyde（L'Arc～en～Ciel）、TERU（GLAY）、TAKURO（GLAY）
- 2008年
  - 12月27日、日本武道館にて「JACK IN THE BOX 2008」開催。
  - 出演者は、44MAGNUM、BUG、ギルガメッシュ、Ken（L'Arc～en～Ciel）、ムック、シド、tetsu（L'Arc～en～Ciel）、ゾロ、MARVERICK DC SUPER ALL STARS
  - セッションのみの出演者は、Anis（MONORAL）、acid android、jealkb、hyde（L'Arc～en～Ciel）、ピエール中野（凛として時雨）、T.M.Revolution、INORAN（LUNA SEA）、雅-miyavi-、SHUSE（ex:La'cryma Christi）、白鳥雪之丞（氣志團）
- 2009年
  - 8月15日、幕張メッセ国際展示場1-3にて「JACK IN THE BOX 2009 SUMMER」開催。
  - 出演者は、ゾロ、ギルガメッシュ、cali≠gari、ムック、筋肉少女帯、acid android、清春、カラス、Ken（L'Arc～en～Ciel）、BREAKERZ、tetsu（L'Arc～en～Ciel）、DEAD END、シド、VAMPS、44MAGNUM、MARVERICK DC SUPER ALL STARS
  - セッションのみの出演者は、kyo
  - 12月27日、日本武道館にて「JACK IN THE BOX 2009」開催。
  - 出演者は、acid android、ゾロ、シド、ムック、Creature Creature、カラス、TETSUYA（L'Arc～en～Ciel）、ken（L'Arc～en～Ciel）、MARVERICK DC SUPER ALL STARS
  - セッションのみの出演者は、PAUL,JIMMY,JOE（44MAGNUM）、kyo、HYDE（L'Arc～en～Ciel）、真矢（LUNA SEA）、都啓一（SOPHIA）、研次郎（cali≠gari）、加藤貴之（兎-usagi-）、夢人（彩冷える）、Sato（MELLO）、JACK
- 2010年
  - 8月21日、幕張メッセ国際展示場4-6にて「JACK IN THE BOX 2010 SUMMER」開催。
  - 出演者は、カラス、LM.C、ゾロ、Alice Nine、ギルガメッシュ、凛として時雨、DEAD END、44MAGNUM、LOUDNESS、河村隆一、シド、kyo、ベッキー♪＃、acid android、TETSUYA（L'Arc～en～Ciel）、Ken（L'Arc～en～Ciel）、サッズ、VAMPS、ムック、MARVERICK DC SUPER ALL STARS
  - 12月27日、日本武道館にて「JACK IN THE BOX 2010」開催。
- 2011年
  - 12月27日、日本武道館にて「JACK IN THE BOX 2011」開催。
  - 出演者は、44MAGNUM、ムック、シド、ギルガメッシュ、TETSUYA（L'Arc～en～Ciel）、BUG NEW、BeepSpree、MDC HISTORY SESSION、MARVERICK DC SUPER ALL STARS
  - セッションのみの出演者は、以下の通り
  - MDC HISTORY SESSION A：左迅,弐,Яyo（ギルガメッシュ）、TAKASHI（BUG）
  - MDC HISTORY SESSION B：kyo（BUG）、弐（ギルガメッシュ）、YUKI（REACTION）、Яyo
  - MDC HISTORY SESSION C：逹瑯,ミヤ（MUCC）、TAKASHI、yukihiro（L'Arc～en～Ciel）
  - MDC HISTORY SESSION D：逹瑯,SATOち（MUCC）、明希・ゆうや（シド）、BeepSpree
  - MDC HISTORY SESSION E：マオ（シド）、ken（L'Arc～en～Ciel）、BeepSpree
  - MDC HISTORY SESSION F：hyde（L'Arc～en～Ciel）、Shinji（シド）、YUKKE （MUCC）、BeepSpree
  - MARVERICK DC SUPER ALL STARS：PAUL（44MAGNUM）、hyde、逹瑯,ミヤ（MUCC）、マオ（シド）、左迅、Shinji、BeepSpree
- 2016年
  - 12月27日「JACK IN THE BOX 2016」を日本武道館にて開催[1]。
  - 出演者は、D'ERLANGER、MUCC、シド、VALS、CLØWD、ユナイト、カメレオ、AKi、HYDE（L'Arc～en～Ciel）、Ken（L'Arc～en～Ciel）、PAUL,JIMMY（44MAGNUM）、将,ヒロト,虎（A9）、怜,圭（BAROQUE）、kazuma（gibkiy gibkiy gibkiy）、KENZO
- 2018年
  - 12月27日「MAVERICK DC GROUP PRESENTS JACK IN THE BOX 2018 ～LAST BUDOKAN～」を日本武道館にて開催[2]。
  - 出演者は、MUCC、シド、NOCTURNAL BLOODLUST、ユナイト、DEZERT、河村隆一、Ken（L'Arc～en～Ciel）、栄喜,NATCHIN（ex. SIAM SHADE）、生形真一（Nothing's Carved In Stone / ELLEGARDEN）、足立房文（ex. フジファブリック）、松田晋二（THE BACK HORN）、DAIKI（HER NAME IN BLOOD）、タイゾ（Kra）、Ryutaro
- 2021年
  - 12月27日、日本武道館にて「JACK IN THE BOX 2021」を開催[3]。
  - 出演者は、44MAGNUM、D'ERLANGER（サプライズ出演：kyo）、MUCC、Petit Brabancon、NOCTURNAL BLOODLUST、魅音、逹瑯（MUCC）、DEZERT、fuzzy knot、HYDE、INORAN（LUNA SEA）、高崎晃（LOUDNESS）、NAOKI（REACTION）、YUKI（REACTION）、Shinji（シド・fuzzy knot）、明希,ゆうや（シド）、GRANRODEO、宮田大作（a crowd of rebellion）、Kaito（Paledusk）、暁（アルルカン）、来夢（キズ）、田澤孝介（Rayflower・fuzzy knot）